# 吉野晃章
吉野 晃章（よしの てるゆき、1962年〈昭和37年〉3月2日 - 2004年〈平成16年〉4月15日）は、日本の放送作家、脚本家。東京都港区出身。血液型O型。

## 来歴・人物
帝京高校在学中サッカー部に所属。当時のチームメート木梨憲武と出会い、遅れて石橋貴明とも付き合いを始める。高校卒業後、グランドシートを扱う会社に就職するが、木梨・石橋とはとんねるず結成後も付き合いを続け、仕事の合間を縫ってコントのアイディア提供を行っていた。「とんねるずのオールナイトニッポン」では、中期ごろから共に番組収録に参加し、その独特な笑い声はリスナー達にはお馴染みだった。林家パー子よりも軽いと言われた笑い屋で、ハガキ職人の常連に感謝された。そうした流れから、木梨が秋元康を引き合わせ、放送作家に転身する。
主にとんねるず、ヒロミ（B21スペシャル）の番組を手がけた。
2001年に白血病を発症し、約3年の療養生活の後、2004年4月15日に死去。42歳没。
2008年11月6日に日本テレビ系列で放送された「宇宙でイチバン逢いたい人」にて、秋元が「一番逢いたい人」として吉野の名前を挙げた。その際の放送では、秋元と石橋、その周辺の仲間たちが吉野のお気に入りの居酒屋にて集まり、彼の生前の思い出を語り合い吉野を偲ぶという内容だった。2017年2月5日放送の「ボクらの時代」にてヒロミが語る"親友の放送作家の死"とは彼の事である。

## 主な担当番組

### テレビ番組
- コラーッ!とんねるず（日本テレビ）
- とんねるずの生でダラダラいかせて!!（日本テレビ）
- うたばん（TBS)
- 藤井流（TBS)
- 陣内&ヒロミの M's な夜（TBS)
- いきなり!クライマックス（TBS)
- とんねるずのみなさんのおかげでした（フジテレビ）
- とんねるずのみなさんのおかげです（フジテレビ）
- オールナイトフジ（フジテレビ）
- オールナイトフジR（フジテレビ）
- 1or8（フジテレビ）
- B☆QTV（フジテレビ）
- 秘密の花園（フジテレビ）
- 夕やけニャンニャン（フジテレビ）
- 鶴ちゃんのギャグハラスメント（フジテレビ）
- パラダイスGoGo!!（フジテレビ）
- 華麗にAh!so（テレビ朝日）
- KURA・KURA（テレビ朝日）
- 深夜水族館・ラスチャン（テレビ朝日）
- 東京女事務所（テレビ東京） - 監修
- 少女雑貨専門 エクボ堂（テレビ東京）

### ラジオ番組
- とんねるずのちゃだわ王国（TBSラジオ）
- ヒロミの ざけんじゃナイト（TBSラジオ）
- 進め!おもしろバホバホ隊（TBSラジオ）
- とんねるずの二酸化マンガンくらぶ（文化放送）
- 秋元くんと佐伯さんのおいしい話（文化放送）
- B21スペシャルの活躍金曜日（ニッポン放送）
- とんねるずのオールナイトニッポン（ニッポン放送）
- 藤井フミヤのオールナイトニッポン（ニッポン放送）
- 新田恵利のみーんなわがまま（ニッポン放送）

### ライブ構成など
- とんねるずのコントin苗場
- B21スペシャルライブ ONE OR EIGHT